# Heptafluorure d'iode
L'heptafluorure d'iode est le composé de formule IF7,. Cette molécule hypervalente a une géométrie bipyramidale pentagonale peu courante.
L'heptafluorure d'iode se présente sous forme d'un solide cristallin blanc qui fond à 4,5 °C mais bout dès 4,77 °C en formant une vapeur dense à l'odeur âcre de moisi. C'est un composé très irritant pour la peau et les muqueuses.
On le prépare en faisant barboter du fluor F2 dans du pentafluorure d'iode IF5 liquide à 90 °C puis en chauffant la vapeur à 270 °C. Une autre méthode, qui permet de limiter la formation d'IOF5 et des impuretés issues de l'hydrolyse, consiste à partir d'iodure de palladium PdI2 ou de potassium KI,.